# Kharakternik

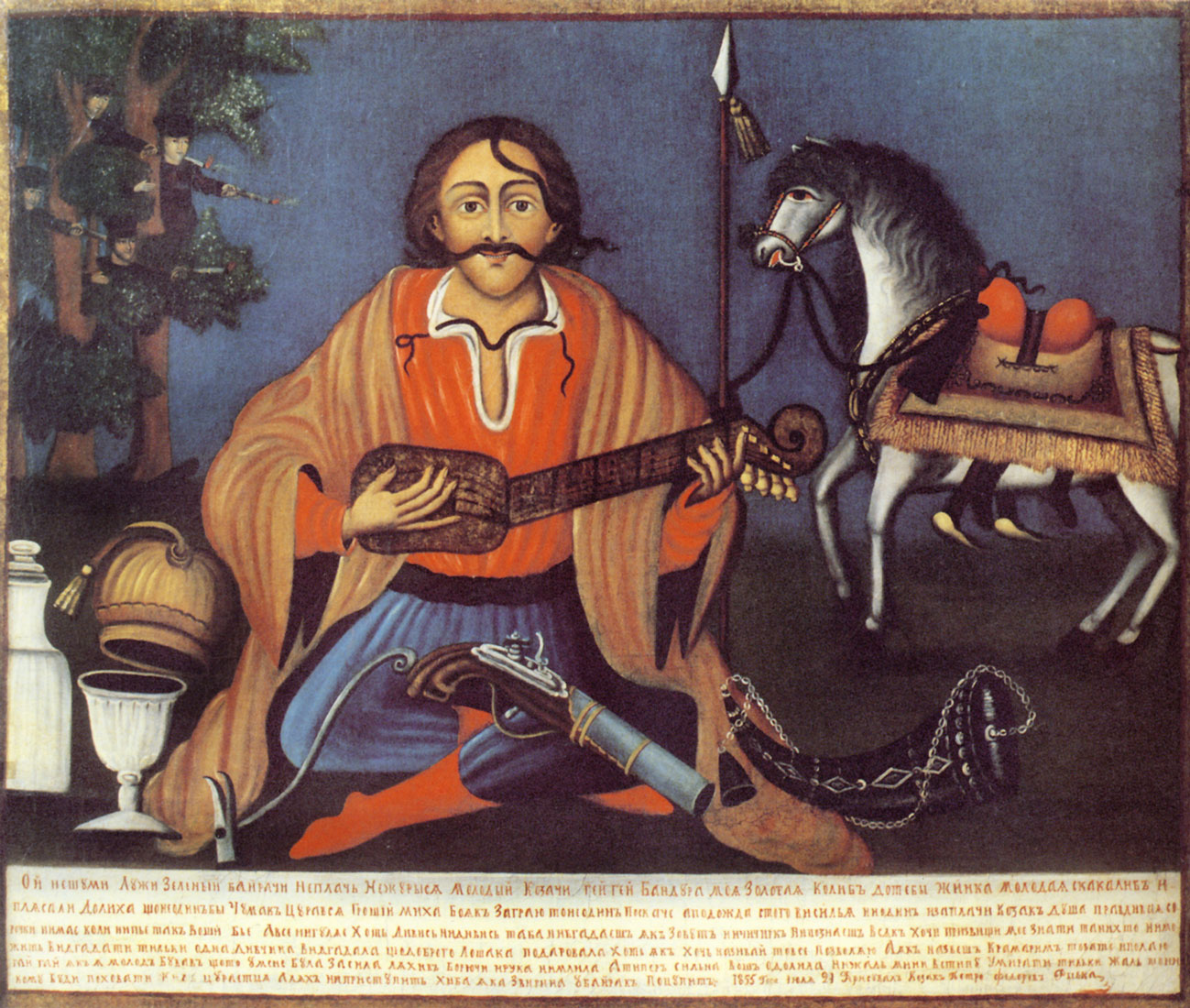
Cossack Mamay, П.Рибка, 1855

Le Kharakternik (en russe et en ukrainien : Характерник) était un Cosaque mi-sorcier et mi-guerrier, à la fois soldat, guérisseur et devin. Ces Cosaques chamans, que l’on ne trouvait semble-t-il que chez les Zaporogues, étaient craints et respectés pour leur pratique de la magie et de l’ésotérisme, et Ivan Sirko, l'un des plus célèbres chefs cosaques, fut lui-même un kharakternik.

## Sorciers et astrologues
En réalité, les kharakterniks, au bénéfice de capacités extrasensorielles ou non, avaient une vraie fonction sociale et surtout médicale. Ils soignaient les blessés au retour des expéditions, et s’occupaient aussi des esprits en devenant psychothérapeutes pour remonter le moral des hommes. Outre leurs fonctions spirituelles, ils étaient gardiens des traditions et de la mémoire collective. Ils faisaient encore office de prophètes, étudiaient les astres, établissaient des horoscopes et cherchaient à lire l’avenir. Il semble d’ailleurs que ce fut là leur premier rôle : ils essayèrent tout d’abord de tenter de prévenir, puis d’influencer les conditions météorologiques lorsque les Cosaques se rendirent compte que le succès ou l’échec d’une campagne dépendait en grande partie du temps qu’il faisait – de fortes pluies, par exemple, engendraient une boue pénible pour les cavaliers, qui, une fois séchée, se transformait en poussière, aveuglait les hommes et grippait les armes.
Considérés comme des mentors spirituels, les kharakterniks avaient une profonde connaissance des éléments et des lois de la nature. Leur art, hérité de l’Orient, était principalement basé sur la circulation des énergies. Ils étaient chrétiens depuis le XVe siècle, mais se retrouvaient naturellement en conflit avec les prêtres, qui refusaient de les enterrer et les accusaient de pratiquer des rituels païens. L'Église orthodoxe finira par les interdire.
Devenus légendaires, ces guerriers réputés invincibles furent souvent représentés voguant dans la steppe à bord de barques plates et entourés d’aigles et de loups. La tradition leur prêta également de puissants pouvoirs surnaturels, comme la faculté d’arrêter les balles, de respirer sous l’eau ou de voir à des kilomètres à la ronde.